# پگانوم نیگلاستروم
پگانوم نیگلاستروم (نام علمی: Peganum nigellastrum) نام یک گونه از راسته افراسانان است.